# 北麥迪遜 (印第安納州)
北麥迪遜（英語：North Madison）是位於美國印地安納州傑佛遜縣的一個非建制地區。該地的面積和人口皆未知。